# Emily King

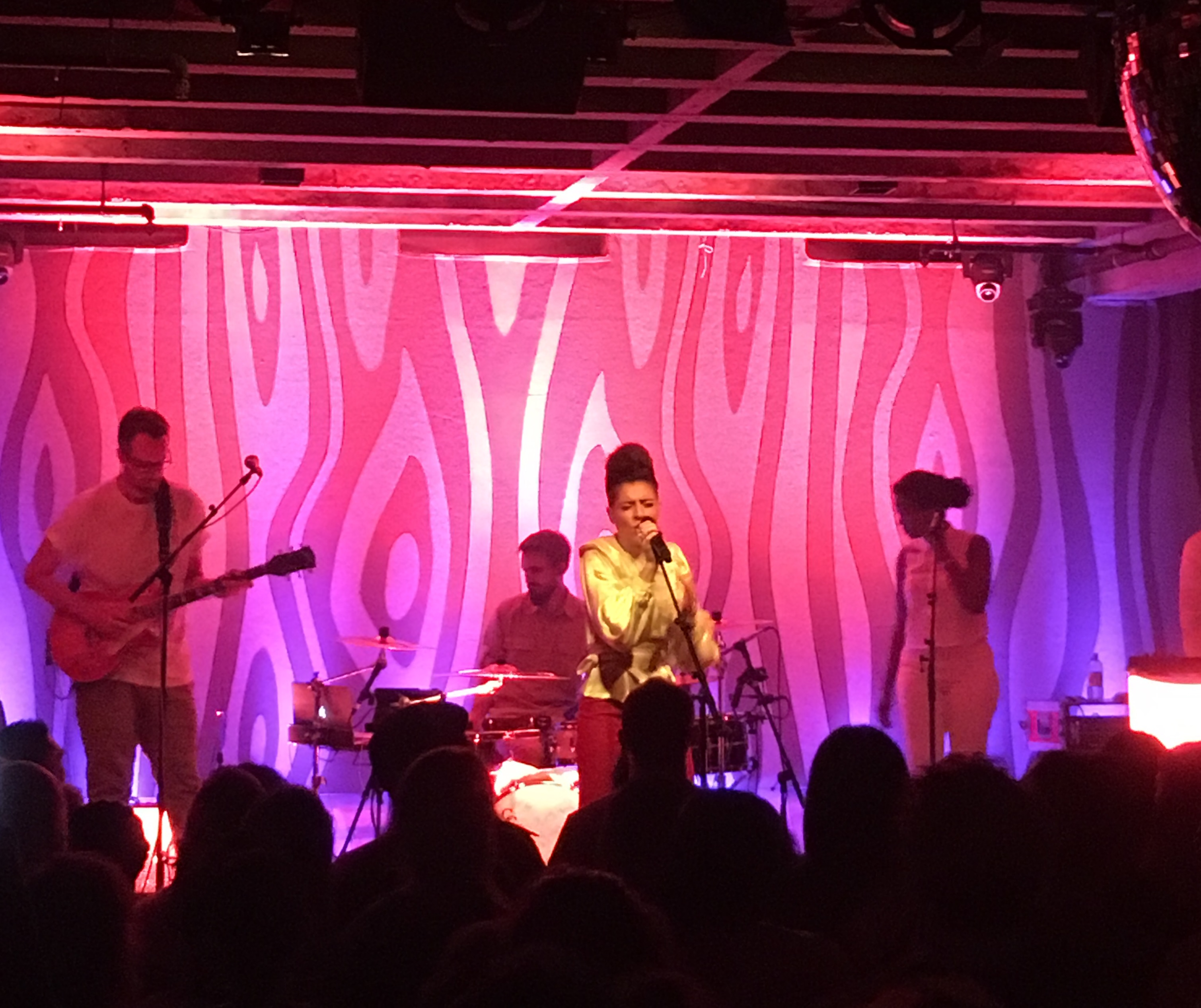
Emily King in Portland, Oregon

Emily King (* 10. Juli 1985 in New York City) ist eine US-amerikanische Sängerin und Songwriterin. Sie begann 2004 ihre musikalische Karriere und veröffentlichte im August 2007 ihr erstes Album East Side Story. Als R&B-Sängerin war sie mehrfach für die Grammy Awards nominiert.

## Leben
King wurde 1985 in New York City geboren und wuchs mit ihrem Bruder als Tochter der Sänger Marion Cowings und Kim Kalesti in der Lower East Side auf. Im Alter von 16 Jahren verließ sie die High School, um sich ihrer musikalischen Karriere zu widmen.

## Künstlerischer Werdegang
Emily King schloss 2004 ihren ersten Plattenvertrag mit J Records und wirkte außerdem an Nas Album Street’s Disciple mit. Ihr erstes Album East Side Story, das sie August 2007 veröffentlichte, wurde für die Grammy Awards nominiert. Danach arbeitete sie, zusammen mit dem Produzenten Jeremy Most, weiterhin an eigenen Projekten und ging national und international auf Tour.
Ihr zweites Album mit dem Titel The Switch veröffentlichte sie Juni 2015 unter ihrem eigenen Label. Zwei weitere Alben folgten 2019 und 2020. Ihr Album Special Occasion erschien 2023, gekoppelt mit der Single „This Year“.